# Чижик, Александр Игнатьевич
Александр Игнатьевич Чижик (24 февраля 1912, Речица, Минская губерния — 20 июля 1985) — советский учёный, конструктор паровых турбин. Лауреат Сталинской (1952) и Ленинской (1963) премий.

## Биография
В 1935 году окончил металлургический факультет Ленинградского политехнического института. С 1934 по 1938 и с 1940 по 1978 работал в Центральной лаборатории Ленинградского Металлического завода (в 1938—1940 учился в аспирантуре). С 1943 г. начальник этой лаборатории.
Доктор технических наук (1963). С 1972 года профессор кафедры технологии металлов и металловедения втуза при Ленинградском Металлическом заводе.

## Автор учебных пособий
- Основы прочности металлических материалов при повышенных температурах : Учеб. пособие / А. И. Чижик, А. А. Чижик. — Л. : ЛПИ, 1980. — 54 с. : ил.; 20 см.
- Механические свойства металлов при статическом нагружении : Учеб. пособие / А. И. Чижик. — Л. : ЛПИ, 1980. — 69 с. : ил.; 20 см.

## Семья
Дети: сын Андрей (15.03.1937 — 01.08.2001) — лауреат Государственной премии РФ 1990 г., дочь Татьяна (1949 г.р.).

## Признание
Лауреат Сталинской премии (1952). В 1963 г. получил Ленинскую премию за создание паровой турбины ПВК-200-130 мощностью 200 тыс. кВт.
Награждён орденами Трудового Красного Знамени и «Знак Почёта».